# Personnalité des lois
Un régime de personnalité des lois est un système juridique où les lois applicables varient en fonction de l'origine nationale ou religieuse des justiciables. 

## Haut Moyen-Âge
Selon un état de l'art établi par Thomas Lienhard en 2013, bien que les historiens aient longtemps pensé depuis le XIXe siècle que les lois barbares avaient été appliquées sur le fondement d'un statut ethnique des personnes, cela a été réfuté par les recherches récentes : « le schéma de la personnalité des lois n’est désormais plus défendu que par une minorité de spécialistes ».

## Moyen-Orient
Dans des pays du Moyen-Orient comme le Liban, l'Égypte et l'Irak, le droit de la famille est appliqué selon ce principe, en fonction de la communauté religieuse (sunnite, chiite, chrétienne) à laquelle appartient la famille.

## Empire colonial français
Dans l'Algérie coloniale, le principe de personnalité des lois a été institutionnalisé.

## Empire britannique

### Canada
Après la Conquête britannique de la Nouvelle-France, il existait un courant d'opinion parmi les juges d'origine britannique qui était favorable à l'établissement d'un régime de personnalité des lois dans la province de Québec, mais un tel système n'a jamais vu le jour. L'application d'une forme de personnalité des lois a aussi été récemment avancée par Ghislain Otis comme une voie pour faire avancer la réconciliation autochtone au Canada en défaisant le principe de territorialité hérité du système westphalien.

## Antarctique
En vertu du Traité sur l'Antarctique de 1959, ratifié par 53 nations, les personnes accusées d'un crime en Antarctique sont passibles de sanctions par leur propre pays.